# Tupolev Tu-155
El Túpolev Tu-155 es una variante modificada del Tu-154 (CCCP-85035) configurada para usarse como una plataforma aeronáutica y estudiar la posibilidad de usar un combustible alternativo en las turbinas de aviación. Es el primer aparato experimental en el mundo en funcionar con hidrógeno líquido como combustible. Su similar, el Túpolev Tu-156 pensado para usar gas natural y/o gas licuado, nunca pasó a la fase de producción.

## Diseño y desarrollo
El Tu-155 voló por primera vez el 15 de abril de 1988, usando hidrógeno líquido como combustible, y posteriormente gas licuado (GNL). Voló hasta la disolución soviética y actualmente se encuentra almacenado en el Aeropuerto de Ramenskoye, cerca a Zhukovskiy.
Su similar, el Tu-156 se pondría a prueba desde 1997, pero sería cancelado debido a la falta de financiamiento del programa, sucedida desde la disolución soviética. La aeronave usaba contenedores criogénicos para almacenar el combustible. El tanque de combustible se ubicaba en la parte posterior de la entrada de aire (o el nitrógeno). Una característica distintiva de la aeronave es que la protrusión del sistema de ventilación es visible en la cola (cercana a la turbina No2).
El Tu-155 usaba como propulsor al turbofan Kuznetsov NK-88. Se esperaba que el Tu-156 estuviera listo para usar la turbina Kuznetsov NK-89, esta estaba modificada para usar gas natural o licuado como combustible.

## Operación
Llegó a volar 100 veces hasta ser almacenado finalmente. Durante los vuelos de prueba obtuvo unos 14 récords mundiales por ser la primera aeronave impulsada por hidrógeno.

## Usuarios
Unión Soviética
- Aeroflot
- Fuerza Aérea Soviética